# Papa Lleó VI
Lleó VI (Roma, ? – febrer de 929) va ser Papa de l'Església Catòlica durant set mesos. Cinquè papa del període conegut com a "pornocràcia", va ser escollit gràcies a l'ajuda i influència del senador romà Teofilacte I, la seva esposa Teodora i la seva filla Marozia. Durant el seu breu pontificat no van constar fets de rellevància, excepte la seva pròpia mort, ja que va morir assassinat per ordre de Marozia el desembre de 928.

## Orígens
Les fonts són molt mancades de notícies sobre Lleó i la majoria d'elles són el resultat d'hipòtesis successives al període en què va viure, i fins i tot de vegades fundades. De família noble, probablement romà, el seu pare era un advocat (per ser exactes, el primicerio) anomenat Cristoforo. Segons Moroni, va pertànyer a la família Gemina, més tard coneguda com a Sanguigna, que formaria part de la noblesa romana al llarg dels segles futurs.

## Antecedents: la caiguda de JoanX
En l'elecció al papat, sens dubte Marozia influencià que, després de la mort del seu pare Teofilate († 924), havia assumit el títol de senatrice i patrizia i de fet governava Roma a través de diverses aliances amb la noblesa i gràcies al seu matrimoni amb reis i pretendents al tron. El 928 es va tornar a casar amb el marquès Guiu de Toscana, que, sota el comandament de les seves tropes, expulsà del tron papal i tancà a la presó a Joan X (maig del mateix any), l'últim papa que demostrà una considerable independència política de l'aristocràcia romana.

## El pontificat

### L'elecció
Estant, doncs, vacant el Soli, Marozia va presentar el cardenal de Santa Susanna Lleó com el candidat del mateix Joan X, del qual ha assegurat que havia estat designat abans de morir. A una edat avançada, Lleó va ser elegit Papa entre maig i juny de 928.

## Un pontificat cortesà
Lleó, probablement conscient de la seva debilitat, no sembla haver fet grans actes contra el poder de l'aristocràcia. Es limità, com el seu successor Esteve VII, als oficis divins. Platina, en aquest sentit, va dir d'ell: «... Mai no va ser un tirà, i tota la seva vida va ser modesta, i santa, i tenint en compte tot el culte diví, en aquells temps tan corruptes que el van fer patir. »
Del seu breu pontificat no hi ha documents directes, llevat d'una carta enviada a alguns bisbes de Dalmàcia i Croàcia demanant-los sotmetre's a l'arquebisbe Joan de Spalato, a qui havia conferit el pal·li, i els va recordar que havien d'acontentar-se amb els territoris de les seves diòcesis i de permetre al bisbe Gregori administrar l'església de Skradin. La situació en aquesta zona ha havia estat afrontada pel Papa Joan X, però la carta no difereix en qualsevol cas de cartes similars enviades per altres papes en el mateix període en el cas de situacions similars. El pontificat de Lleó VI va ser insignificant als ulls dels seus contemporanis es pot inferir del fet que Liutprand de Cremona, a la seva Antapodosis, a Joan X el segueix immediatament el Papa Joan XI, ometent tant a Lleó com a Esteve VII.
No és casualitat que Ferdinand Gregorovius tingués, tant per a ell com per al seu successor, amargues paraules:
| « | ... L'existència d'aquests dos papes s'aguanta en un silenci tan profund que Liutprand, el seu contemporani, encara que d'una mica més jove, els descuida pel que Joan X és succeït per Joan XI. | » |